# ریچارد تیلور (ریاضیدان)
ریچارد تیلور (انگلیسی: Richard Taylor (mathematician)؛ زادهٔ ۱۹ مهٔ ۱۹۶۲) یک دانشمند در زمینه نظریه اعداد اهل بریتانیا است.
وی همچنین برنده جوایزی همچون کمک هزینه گوگنهایم شده است.